# Municipio de Spring Grove (Illinois)
El municipio de Spring Grove (en inglés: Spring Grove Township) es un municipio ubicado en el condado de Warren en el estado estadounidense de Illinois. En el año 2010 tenía una población de 1013 habitantes y una densidad poblacional de 10,59 personas por km².

## Geografía
El municipio de Spring Grove se encuentra ubicado en las coordenadas 41°0′55″N 90°37′10″O / 41.01528, -90.61944. Según la Oficina del Censo de los Estados Unidos, el municipio tiene una superficie total de 95.62 km², de la cual 95,43 km² corresponden a tierra firme y (0,2 %) 0,19 km² es agua.

## Demografía
Según el censo de 2010, había 1013 personas residiendo en el municipio de Spring Grove. La densidad de población era de 10,59 hab./km². De los 1013 habitantes, el municipio de Spring Grove estaba compuesto por el 99,41 % blancos, el 0,39 % eran afroamericanos, el 0,1 % eran asiáticos y el 0,1 % eran de una mezcla de razas. Del total de la población el 0,89 % eran hispanos o latinos de cualquier raza.